# Chính sách thị thực của Cộng hòa Dân chủ Congo
Du khách đến Cộng hòa Dân chủ Congo, phải xin thị thực từ một trong những phái vụ ngoại giao Cộng hòa Dân chủ Congo trừ khi họ đến từ một trong những quốc gia được miễn thị thực, quốc gia được làm thị thực tại cửa khẩu, hoặc đến từ một quốc gia không có đại sứ quán nào, trong trường hợp này họ có thể xin thị thực trong vòng 7 ngày sau khi đến nơi (có thể gia hạn ở CHDC Congo).
Du khách cần xin thị thực phải nộp một thư mời hợp pháp từ một cá nhân hoặc tổ chức ở CHDC Congo. Với khách du lịch, xác nhận đặt phòng khách sạn được chấp nhận trong trường hợp không có liên hệ nào ở CHDC Congo.

## Bản đồ chính sách thị thực

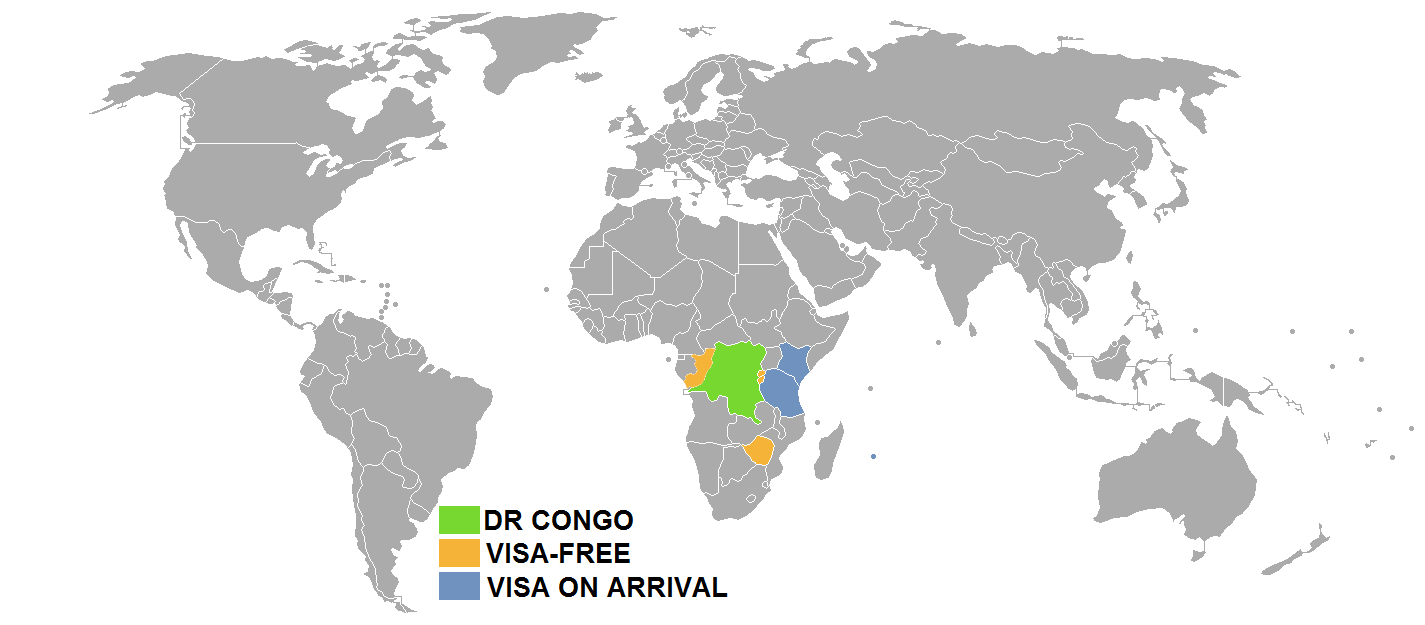
Chính sách thị thực của Cộng hòa Dân chủ Congo

## Miễn thị thực
Công dân của 3 quốc gia sau có thể đến Cộng hòa Dân chủ Congo, mà không có thị thực lên đến 90 ngày:
| - Burundi - Rwanda - Zimbabwe |

Người sở hữu hộ chiếu ngoại giao hoặc hộ chiếu công vụ được cấp bởi Iran và Angola (làm nhiệm vụ) không cần thị thực để đến Cộng hòa Dân chủ Congo.

## Thị thực tại cửa khẩu
Công dân của 3 quốc gia sau có thể đến Cộng hòa Dân chủ congo bằng cách xin visa tại cửa khẩu có hiệu lực lên đến 7 ngày:
| - Kenya - Mauritius - Tanzania |

Công dân đến từ một đất nước không có đại sứ quán Cộng hòa Dân chủ Congo có thể xin chứng nhận thị thực. Một bức thư yêu cầu được gửi qua e-mail đến Direction Générale de Migration với một bản sao hộ chiếu của người xin và thư của người/tổ chức mời. Một xác nhận được gửi đến người xin mà sau đó sử dụng để xin được visa hợp lệ có hiệu lực 7 ngày, và có thể mở rộng trong lãnh thổ CHDC Congo.